# فرد روبرتس (لاعب كريكت)
فرد روبرتس (24 فبراير 1913 في المملكة المتحدة - 20 أبريل 1996 في المملكة المتحدة) (بالإنجليزية: John Roberts)‏ هو لاعب كريكت بريطاني وبريطاني (وحمل سابقاً جنسية المملكة المتحدة لبريطانيا العظمى وأيرلندا). لعب مع نادي مقاطعة غلاموركن للكريكت ‏.

## وصلات خارجية
- فرد روبرتس على موقع إي آس بي آن كريك إنفو (الإنجليزية)